# Garcinia punctata
Garcinia punctata är en tvåhjärtbladig växtart som beskrevs av Daniel Oliver. Garcinia punctata ingår i släktet Garcinia och familjen Clusiaceae. Inga underarter finns listade i Catalogue of Life.